# Chémeré-le-Roi

Chémeré-le-Roi este o comună în departamentul Mayenne, Franța. În 2009 avea o populație de 461 de locuitori.